# Нусуева, Белла Гемановна
Бе́лла Гема́новна Нусу́ева (род. 16 февраля 1971, Орджоникидзе) — российская фехтовальщица (рапира), призёр чемпионата Европы в личном зачёте, чемпионка Европы в командном первенстве, чемпионка мира среди военнослужащих, мастер спорта России. Завершила спортивную карьеру. Окончила Владикавказский государственный университет. Президент Федерации детского спорта России.
Её муж Шевалье Нусуев, самбист и дзюдоист, мастер спорта СССР, Заслуженный тренер СССР и России, спортивный функционер, основатель и председатель Федерации детского спорта России, бизнесмен, генеральный директор компании «Шевалье» и ресторана «Сим-Сим», меценат, был убит 29 августа 2005 года в результате покушения. В семье трое детей: сыновья Морис (футболист), Наиль и дочь.